# Philae (landare)
Philae är den obemannade ESA-rymdsonden Rosettas landare. Den 12 november 2014 landade Philae på kometen 67P Tjurjumov-Gerasimenko, och blev därmed första människoskapade föremål att landa på en komet.
Landarens namn kommer från ön File i Nilen, där Philaeobelisken hittades och som användes, tillsammans med Rosettastenen, för att avkoda egyptiska hieroglyfer. 

## Philaeprojektet
Philaes uppdrag är att framgångsrikt landa på kometens yta, fästa sig vid denna samt sända data från ytan om kometens sammansättning. En Ariane 5-raket, som bar Rosettasonden och Philaelandaren sköts upp från Franska Guinea den 2 mars 2004 07:17 UTC och färdades i 3.907 dagar (närmare elva år) till kometen 67P/Churyumov-Gerasimenko. Till skillnad från den sond som med avsikt slog in i kometen Tempel 1 den 4 juli 2005 var Philae en rymdkonstruktion för mjuklandning på en komet.

## Vetenskapliga mål
Projektets vetenskapliga mål är "grundämnes-, isotopisk, molekylär och mineralogisk sammansättning av kometens material, karaktäriserande av ytans och närmast underliggande skikts fysikaliska egenskaper, samt av strukturen i stora drag och magnetiska och plasmaförhållanden för kometens kärna."

## Konstruktion

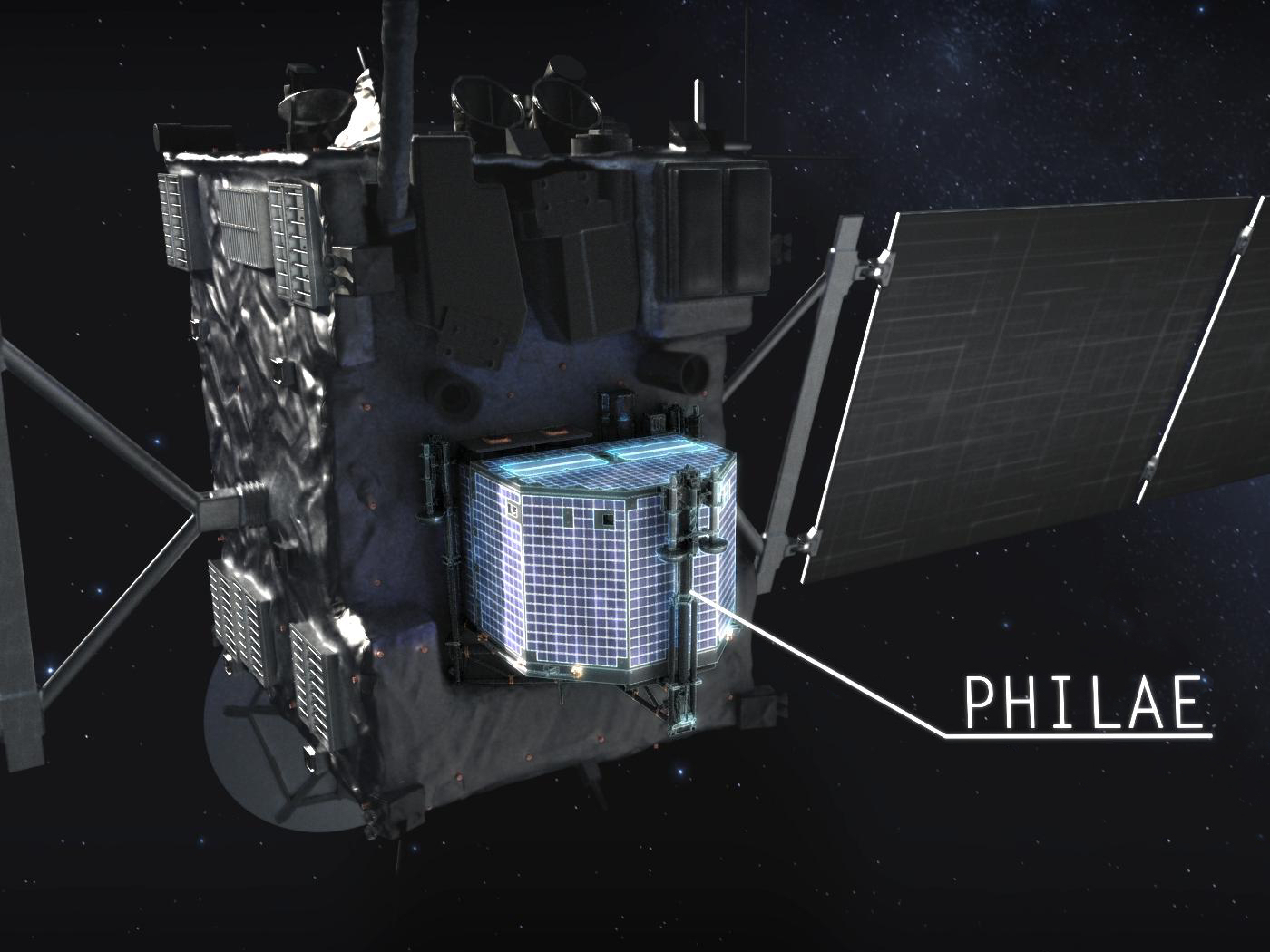
Rosetta och Philae

Landaren konstruerades för att skiljas från moderfarkosten och sjunka från ett avstånd på 22.500 meter från ytan i en projektilbana. Den tänktes träffa kometens yta med en hastighet av omkring 1 meter per sekund. De tre benen är konstruerade för att dämpa smällen för att undvika att landaren skulle studsa upp eftersom landarens "flykthastighet" med kometens låga gravitation endast är 0,5 meter per sekund och att kraften från kontakten med ytan skulle driva in isskruvar i kometens ytskikt. Tanken var att Philae sedan skulle avfyra en harpun i ytan med 70 meter per sekund för att förankra sig. En bromsraket på Philaes övre del skulle avfyras för att minska smällen mot ytan och för att minska rekylkraften från harpunens avlossande.
Landaren består av kolfiberarmerad plastplattform för vetenskapliga instrument med en sammanbindande sandwichkonstruktion för att hålla samman delarna. Dess massa är ungefär 100 kilogram och den är täckt av solceller. Philae har utrustning och mätinstrument för att ta panoramabilder, undersöka kometkärnan med radiovågor, borra ned till 20 centimeters djup och undersöka i ugnar och med mikroskop, termometrar, för att definiera från kometens yta utsöndrad gas med mera.

## Landningen
Vid landningen fungerade inte harpunerna som skulle få landaren förankrad, utan landaren studsade upp några gånger för att landa någon kilometer längre bort på en inte helt identifierad plats. Där kom den på en plats mer i skugga än som var planerat, troligen i ett hörn och omgivet av klippväggar, vilket gjorde att solljuset inte räckte för att ladda landarens batterier. Projektledningen lyckades att något höja landaren och vrida den, men inte tillräckligt för att få erforderlig laddning.
Philaes solpaneler kräver sex timmars soltid för att ladda upp batterierna vid kometens avstånd från solen vid tiden för Philaes landning, men det bedöms att den faktiska landningsplatsen endast medger 1,5 timmes solexponering per kometdygn, vilket är 12,4 timmar långt. Möjlighet finns för större uppladdning senare, när kometen befinner sig närmare solen i sin bana.

## Data från Philae
Landaren kunde efter landningen sända bilder och undersökningsdata till Rosetta för vidare befordran till kontrollstationen i Tyskland från landningen onsdagen den 12 november till dess batterierna laddades ur natten till lördagen den 15 november.
Den 13 juni 2015 vaknade Philae efter sju månaders dvala. 

## Fotogalleri

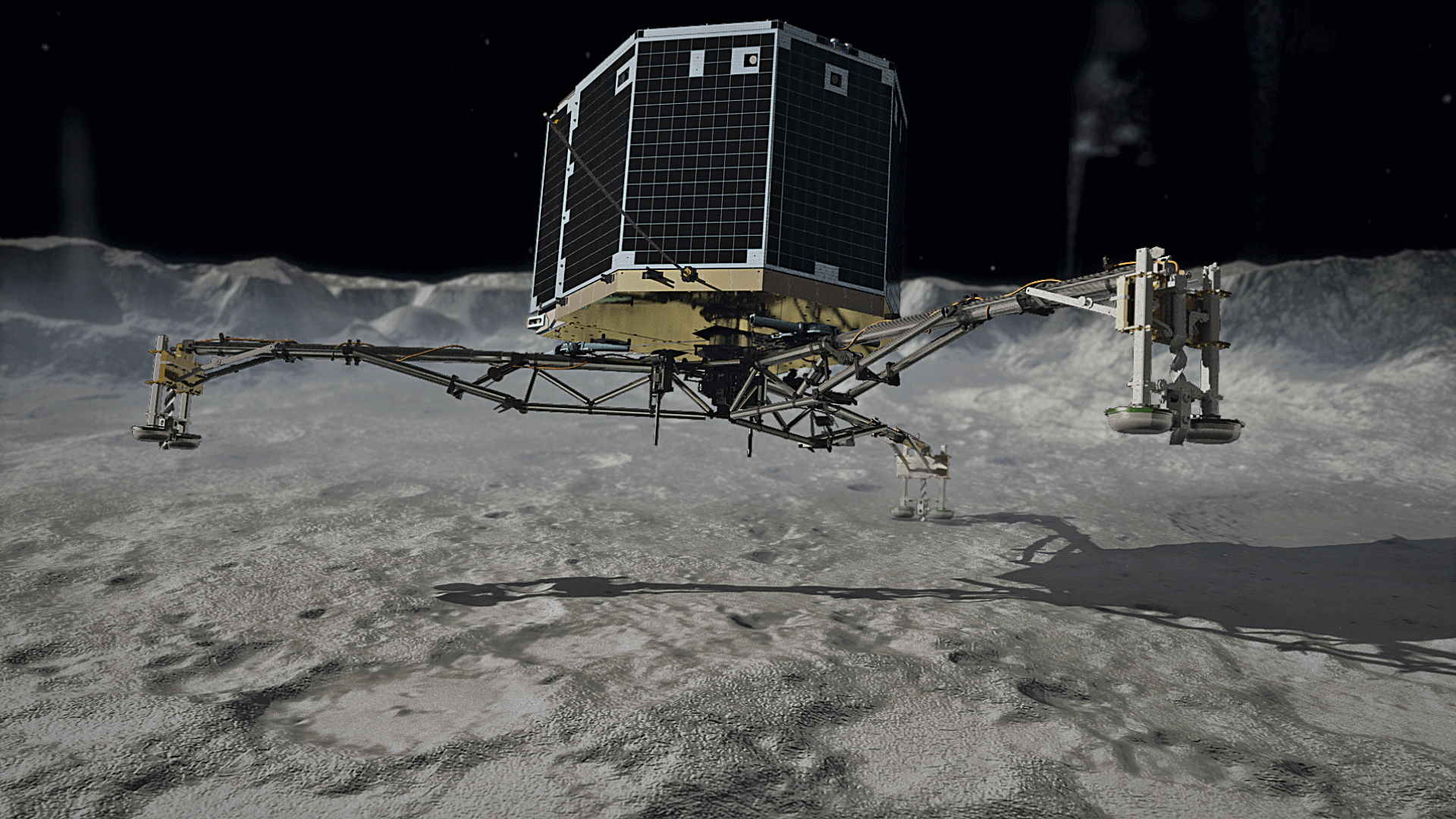
Arrangerad bild av Philaes tilltänkta landning på utsedd landningsplats
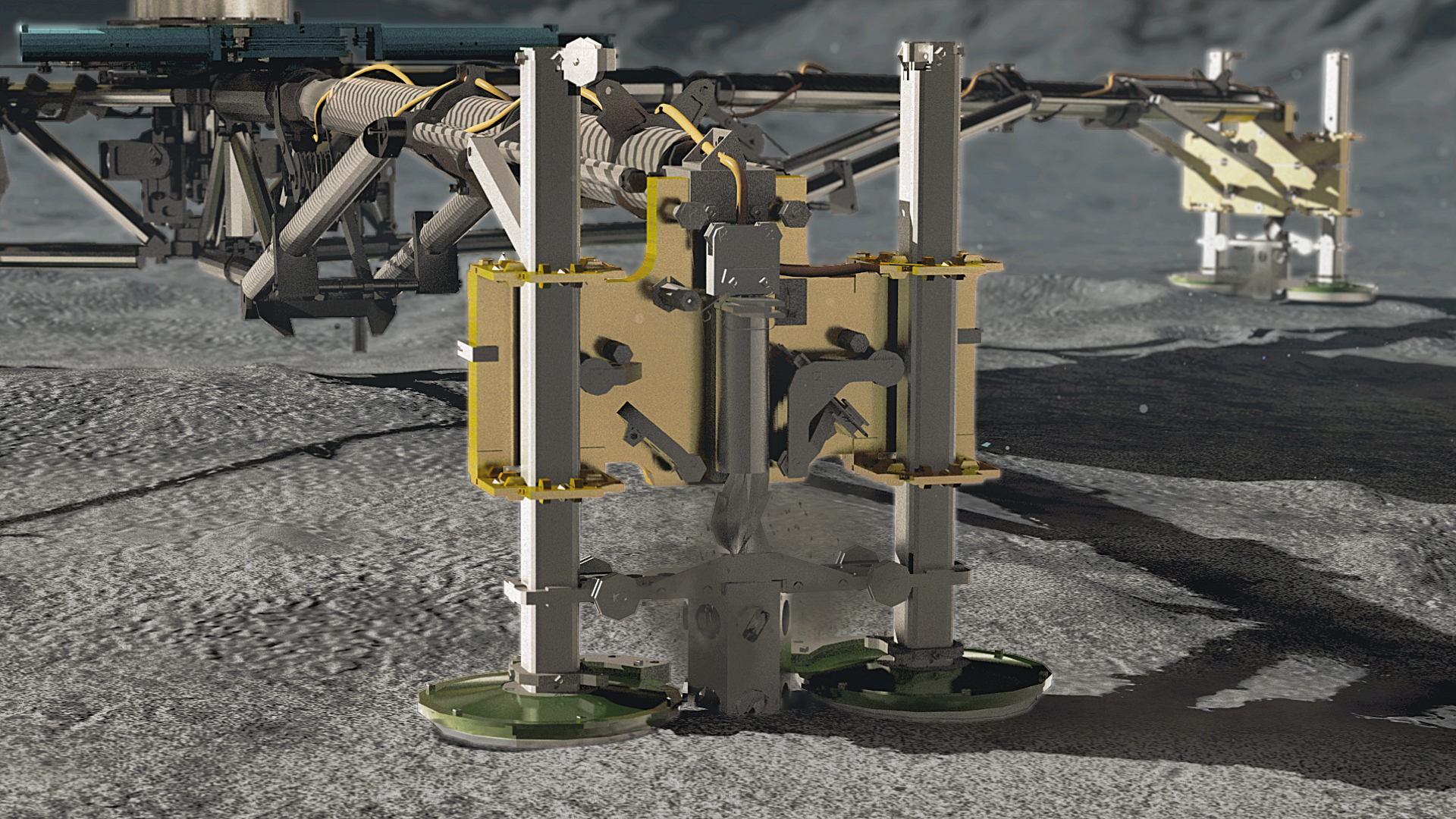
Philaes markskruvar